# Lurtigen
Lurtigen is een voormalige gemeente en plaats in het Zwitserse kanton Fribourg en maakt deel uit van het district See/Lac.
Lurtigen telt 181 inwoners.
In 2016 ging de gemeente samen met Courlevon, Jeuss en Salvenach op in Murten.